# Discesa di Cristo al Limbo
La Discesa di Cristo al Limbo è un dipinto a olio su tavola (398x253 cm) di Domenico Beccafumi, databile al 1530-1535 circa e conservato nella Pinacoteca nazionale di Siena.

## Storia
La pala è una delle opere ultime commissionate dalla famiglia Marsili al Beccafumi, assieme alla Natività di San Martino e la Sacra Famiglia con san Giovannino e l'agnellino, ed era destinata alla cappella familiare nella chiesa di San Francesco a Siena. Nel 1655 subì danni durante l'incendio della chiesa e ne porta ancora tracce soprattutto nella parte sotto l'arcone. Vasari la vide e ne lodò la bizzarria dell'impostazione e di alcune figure. Il Della Valle raccontò un aneddoto secondo cui nelle fattezze di Eva l'artista ritrasse una donna della famiglia Piccolomini di cui apprezzava la particolare bellezza, riprodotta anche negli affreschi della Sala del Concistoro nel Palazzo Pubblico.
Ne esistono un disegno preparatorio e un bozzetto nei depositi degli Uffizi.

## Descrizione e stile
Al centro, illuminato da un fascio di luce, Cristo sta davanti alle porte degli inferi avvolto ancora nel sudario in cui è stato sepolto e recante il vessillo crociato, che sventola in alto ben oltre il confine della pala. Qui aiuta i patriarchi dell'Antico Testamento e gli eroi biblici a uscire (Adamo, Re Davide ed Eva in primis), portandoli in paradiso. Dietro di lui un personaggio lo segue portando la croce: si tratta probabilmente del Buon ladrone, che attende pure di essere condotto in paradiso.
L'antro infernale brulica di personaggi, con improvvisi bagliori dovuti alle fiamme. Accade così che sotto un'arcone diroccato, su cui si levano piante secche e sinistre, si intravede un santo che aiuta Gesù nel suo riscatto. Anche in basso, dove stanno figure distese in varie pose, un baratro appare illuminato in controluce (a sinistra), mentre un altro è buio pesto e vi appare una testa di fanciullo o fanciulla di idealizzata bellezza (a destra). Numerose figure citano Michelangelo e la statuaria antica, come Eva, che ricorda una Venus pudica, o l'uomo sdraiato in basso, che assomiglia a un dio fluviale. Queste figure però, nonostante lo sforzo di resa muscolare, non sono mai eccessivamente caricate, ma anzi appaiono irreali ed eteree, grazie alla particolare fluidità dell'impasto cromatico, all'illuminazione irreale e a forzature nella posa.

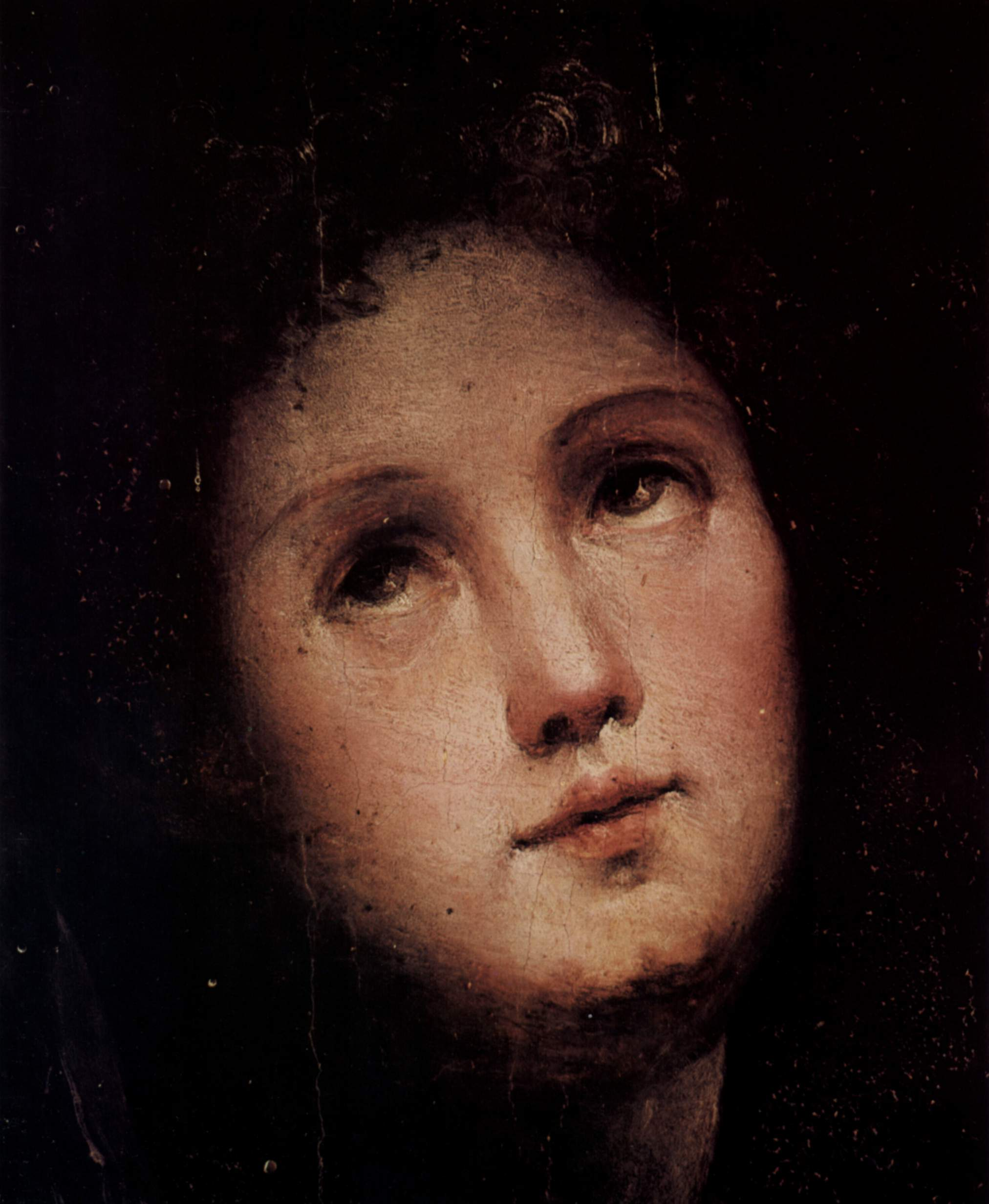
Dettaglio
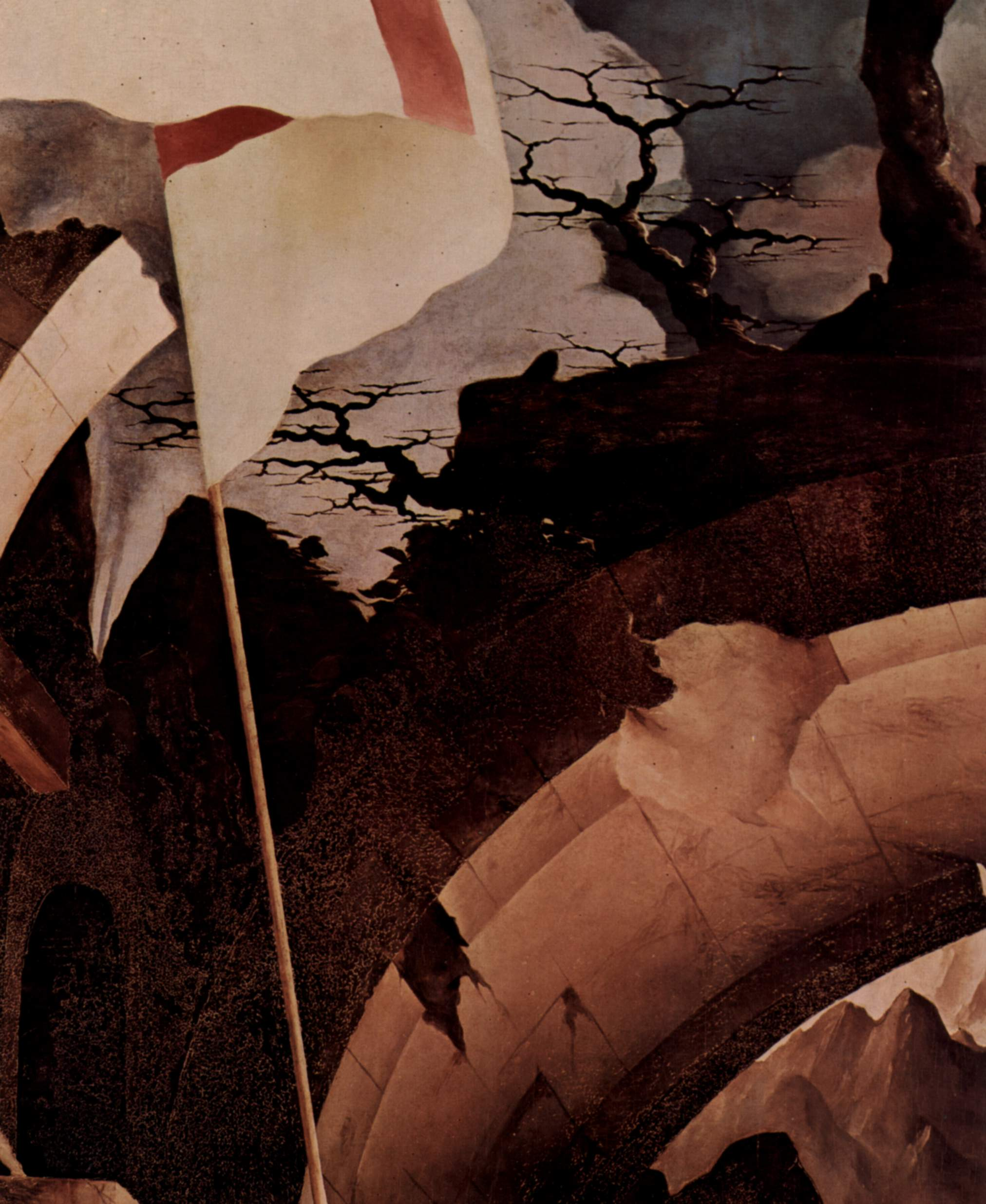
Dettaglio
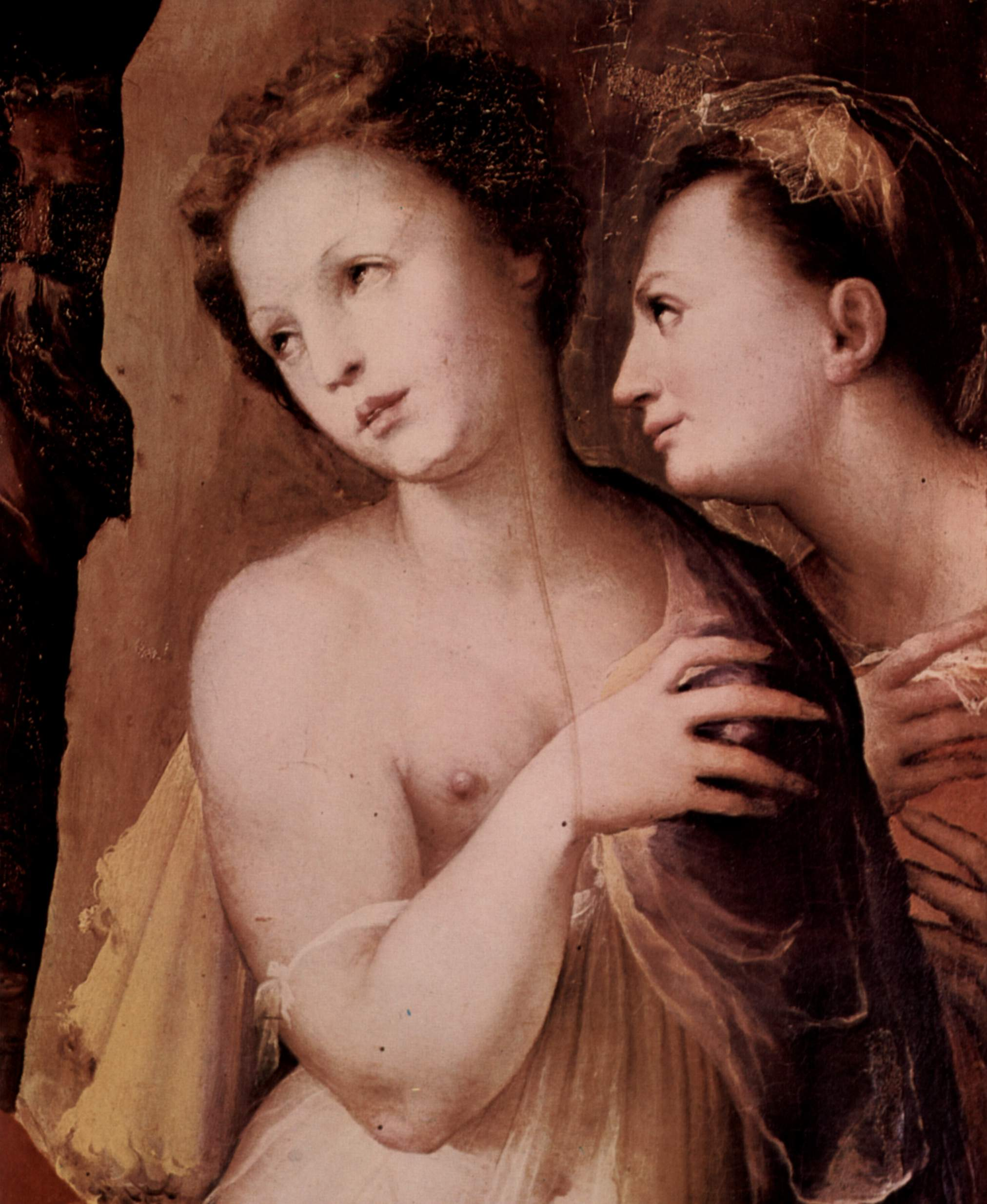
Dettaglio